# 韋烏納河
52°38′39″N 16°48′17″E / 52.6442°N 16.8047°E
韋烏納河（波蘭語：Wełna）是波蘭的河流，位於該國西部，處於大波蘭省，屬於瓦爾塔河的右支流，河道全長118公里，流域面積2,621平方公里，河口處在奧博爾尼基。